# Apocynine
Apocynine, ook bekend onder de naam acetovanillon, is een in de natuur voorkomende organische verbinding die structureel verwant is aan vanilline. Apocynine kan uit een grote verscheidenheid aan planten geïsoleerd worden. Het wordt onderzocht op zijn mogelijke waarde als medicijn.

## Geschiedenis
Apocynine is voor het eerst beschreven in 1883 door de Duitse farmacoloog Oswald Schmiedeberg; de eerste isolatie van de verbinding in 1908 uit de wortel van wilde katoen staat op naam van Horace Finnemore. In die tijd was de plant al bekend als middel tegen oedeem en hartproblemen. In 1971 werd apocynine ook gevonden in Picrorhiza kurroa ('Kutki'), een kleine plant die op grote hoogte groeit in het westelijk deel van de Himalaya. Al eeuwen is P. kurroa bekend als middel bij de behandeling van lever- en hartproblemen, geelzucht en astma. In 1990 werd door Simons et al. een methode ontwikkeld waarmee farmacologisch bruikbare hoeveelheden geïsoleerd konden worden. De ontsteking remmende werking van apocynine bleek samen te hangen met zijn mogelijkheid de vorming van vrije radicalen, zuurstof-ionen en peroxides te verhinderen.

## Fysische eigenschappen
Apocynine is een vaste stof met een smeltpunt van 115 °C en vaag de geur van vanilline. Het is oplosbaar in heet water, ethanol, benzeen, chloroform en di-ethylether.

## Farmacologische werking
NADPH-oxidase is een enzym dat O2 effectief tot superoxide, ( O2–• ) reduceert. Dit zeer reactieve deeltje wordt door het immuunsysteem ingezet om bacteriën en schimmels te doden. Apocynine is een remmer voor NADPH-oxidase en remt hiermee effectief de aanmaak van superoxide in granulocyten, een speciale groep witte bloedcellen. De werking van fagocyten wordt niet geblokkeerd, evenals andere functie van granulocyten in het afweersysteem.
Apocynine is gebruikt om vast te stellen of ionisch activering ten gevolge van H+ door het membraan van de nieren gekoppeld was aan de productie van superoxide door NADPH-oxidase. Als apocynine in deze cellen gebracht werd, blokkeerde dit de productie van superoxide volledig. Dit gegeven vormde de basis voor de conclusie dat de proton-stroom inderdaad de trigger voor de superoxide-vorming was.
Het mechanisme achter de effectiviteit van apocynine is nog niet bekend. Een eerste stap in de werking lijkt de dimerisatie van apocynine, waarbij diapocynine gevormd wordt. Hoewel diapocynine een positief, dus verlagend, effect lijkt te hebben op de vorming van reactieve zuurstofcomponenten en ontstekingsremmend werkt is de biologische/farmacologische rol ervan nog niet duidelijk. Biotransformatie van apocynine leidt voornamelijk tot geglycosyleerde derivaten van apocynine.
Een andere stof die onder experimentele omstandigheden gevormd wordt is nitroapocynine.